# Tullus
Tullus est un prénom romain (prænomen) d'origine latine. Ce prénom n'est pas habituellement abrégé, si ce n'est quelquefois sous la forme Tul., et son féminin est Tulla. Relativement rare, ce prénom  a été porté depuis les origines de Rome jusque vers la fin de la République : Varron estimait qu'il était obsolète à son époque.
Son étymologie est obscure : Chase fait l'hypothèse qu'il puisse être dérivé du mot archaïque signifiant « peuple », comme Publius, mais pense qu'il est plus probable qu'il soit un diminutif de l'expression « celui qui soutient. »
Les auteurs antiques, dont Tite-Live, semblent avoir hésité à le considérer comme un prænomen ou un cognomen. Tite-Live donne les formes Attius Tullus et Cloelius Tullus (sans prænomen), quand Pline l'Ancien donne Tullus Cloelius, forme probablement plus correcte.
Ce prénom a donné son nom à la gens Tullia, comme le prænomen Marcus a donné le nomen Marcius.
Les personnes les plus connues ayant porté ce nom sont :
- Tullus Hostilius, troisième roi de Rome ;
- Attius Tullus, un chef volsque ayant recueilli Coriolan ;
- Tullus Cloelius, député romain dont la mort déclencha la seconde Guerre de Véies ;
- Tullus Cluvius, mentionné par Cicéron[3] ;
- Lucius Volcacius Tullus, nom de deux consuls romains.